# Луций Целий Антипатр
Целий Антипа́тр (лат. Lucius Coelius Antipater) — римский анналист эпохи Гракхов, составитель истории Второй Пунической войны. В отличие от старшего поколения анналистов Целий под влиянием греков заботился об изложении и придал своему труду риторический характер. Источниками для него служили Фабий Пиктор, Катон Старший («Начала»), Энний и Силен Калатинский. Целий охотно вставляет сочинённые им речи, равнодушен к географической и статистической точности, несвободен от преувеличений и партийности. Ливий в 3-й декаде своего труда пользовался им многократно; Целий служил также источником для Плутарха, Диона Кассия и, может быть, для Валерия Максима.
Уцелевшие отрывки — у Н. Peter, «Historicorum romanorum reliquae» (т. Ι, стр. 147, Лпц., 1870); О. Meltzer, «De L. Coelio Antipatro belli punici secundi scriptore» (Лпц., 1867); В. Peter, «Zur Kritik der Quellen d. ält. röm. Gesch.» (Галле, 1879); M. Schanz, «Gesch. de r röm. Litteratur» (Iw. Müller, "Handbuch, VIII, 1, Мюнх., 1896).